# Imperial War Museum
L'Imperial War Museum (Museo Imperiale della Guerra), o IWM, è un museo nazionale britannico articolato in cinque diverse sedi in Inghilterra, di cui tre a Londra. Il museo venne fondato durante la prima guerra mondiale per tramandare lo sforzo bellico e i sacrifici compiuti dal Regno Unito e dal suo Impero. Oggi il museo ha come scopo di "permettere alle persone di avere una informata comprensione della guerra contemporanea e del suo impatto sugli individui e sulla società".

## Storia
Originariamente il museo venne ospitato nel Crystal Palace, a Sydenham Hill venendo aperto al pubblico nel 1920. Quattro anni dopo il museo venne trasferito negli spazi dell'Imperial Institute a South Kensington per arrivare nell'attuale sede nel 1936, nell'edificio dell'ex Bethlem Royal Hospital, a Southwark. Con lo scoppio della seconda guerra mondiale si espansero notevolmente le collezioni del museo e gli argomenti trattati, mentre nel dopoguerra l'istituzione entrò in una fase di declino. Durante gli anni sessanta venne completato il trasferimento nell'attuale edificio, attualmente denominato Imperial War Museum London, che attua anche come centro amministrativo per le sedi distaccate. Durante gli anni settanta iniziò l'acquisizione di nuovi siti. Il primo, nel 1976, fu uno storico campo d'aviazione nel Cambridgeshire, ora noto come Imperial War Museum Duxford. Nel 1978 l'incrociatore della Royal Navy HMS Belfast venne incorporato nel museo, dopo essere stato conservato da un'associazione privata. Nel 1984 le Cabinet War Rooms, il centro di comando sotterraneo sede del governo durante la guerra, vennero aperte al pubblico. Dagli anni ottanta iniziarono una serie di importanti interventi di miglioramento del museo completati nel 2000. Nel 2002 ha aperto al pubblico l'Imperial War Museum North a Trafford, nella Greater Manchester, quinta sede del museo e prima nell'Inghilterra settentrionale.
Le collezioni del museo includono anche archivi di documenti ufficiali e privati, fotografie, filmati e registrazioni vocali di interviste a testimoni di fatti storici significativi. Vi è presente un'importante biblioteca, una collezione d'arte oltre a vari mezzi militari, aerei, equipaggiamento e armi di ogni genere. Il museo è finanziato da sovvenzioni statali, donazioni e profitti derivati da attività commerciali interne o pubblicazioni. L'ingresso è gratuito nell'Imperial War Museum London e nell'Imperial War Museum North, mentre nelle altre sedi è previsto un biglietto d'ingresso. Il museo è un Non-departmental public body sotto il controllo del Dipartimento per la Cultura, i Media e lo Sport. L'attuale presidente del consiglio d'amministrazione è l'Air Chief Marshal Peter Squire. Dal 2008 la Direttrice generale è Diane Lees.
Il museo sta attualmente portando avanti un importante processo di ampliamento e ammodernamento, la cui prima fase è terminato nel luglio 2014, in tempo per la celebrazione del centenario della prima guerra mondiale, e dopo essere rimasto chiuso al pubblico per la prima metà dell'anno. Questa prima fase si è concentrata principalmente sulla creazione di una nuova Galleria della Prima guerra mondiale e sul rifacimento dell'Atrium, lo spazio centrale del museo. La seconda parte del progetto, invece, chiamata Transforming IWM London: Phase 2, riguarda l'allestimento di una nuova Galleria della Seconda guerra mondiale e Galleria dell'Olocausto. Il suo completamento è stato annunciato per il 2020/21 dallo stesso museo.

## Opere esposte
- Gassed - John Singer Sargent